# عبدللینو (شهرستان کاراایدلسکی، باشقیرستان)
عبدللینو (انگلیسی: Abdullino, Karaidelsky District, Bashkortostan) یک شهرک در شهرستان کاراایدلسکی استان باشقیرستان کشور روسیه است.